# Torpedowce typu Chidori
Torpedowce typu Chidori – seria czterech japońskich torpedowców z lat 30. XX wieku. Służyły podczas II wojny światowej w charakterze eskortowców.

## Projektowanie i budowa – projekt oryginalny
Cztery okręty typu Chidori były pierwszymi japońskimi torpedowcami zbudowanymi po przyjęciu przez Japonię rozbrojeniowego traktatu londyńskiego z 1930 roku, który ograniczał liczbę okrętów o wyporności ponad 600 ton. Dlatego też nowe torpedowce japońskie, zamówione w programie rozbudowy floty z 1931 roku (I Programie Uzupełniającym), miały mieścić się w tej wyporności (budowę podobnych okrętów rozpoczęto wówczas również we Włoszech i Francji). Jednakże, zgodnie z ówczesną tendencją w japońskim budownictwie okrętowym (znajdującą wyraz m.in. w konstrukcji dużych niszczycieli typu Fubuki), miały one jednocześnie nieść możliwie najsilniejsze uzbrojenie. Początkowo zostały one uzbrojone w 3 działa kalibru 127 mm w dwóch zakrytych wieżach, działko przeciwlotnicze 40 mm i dwie podwójne wyrzutnie torped 533 mm. Uzbrojenie artyleryjskie ustępowało uzbrojeniu niszczycieli jedynie pod względem liczby dział, stąd czasami określa się je w publikacjach jako małe niszczyciele, mimo zdecydowanie mniejszej wyporności.
Zbudowano cztery okręty: "Chidori", "Manazuru", "Tomozuru" i "Hatsukari", w stoczni Marynarki w Maizuru i Fujinagata w Osace. Główny okręt typu "Chidori" został rozpoczęty jako pierwszy 13 października 1931 i wszedł do służby w 1933, pozostałe w 1934. Typ Chidori jest w niektórych publikacjach określany błędnie jako typ Tomozuru, od najbardziej znanego okrętu. Rozwinięciem typu Chidori był liczniejszy typ Otori.
| Nazwa     | Położenie stępki, stocznia | Data wodowania | Wejście do służby | Los                    |
| --------- | -------------------------- | -------------- | ----------------- | ---------------------- |
| Chidori   | 13. 10. 1931, Maizuru      | 01. 04. 1933   | 20. 11. 1933      | zatopiony 22. 12. 1944 |
| Manazuru  | 22. 12. 1931, Fujinagata   | 11. 07. 1933   | 31. 01. 1934      | zatopiony 01. 03. 1945 |
| Tomozuru  | 11. 11. 1932, Maizuru      | 01. 10. 1933   | 24. 02. 1934      | zatopiony 24. 03. 1945 |
| Hatsukari | 06. 04. 1933, Fujinagata   | 19. 12. 1933   | 15. 07. 1934      | wycofany 03. 05. 1947  |

## Wypadek "Tomozuru" i przebudowa
Jeszcze podczas prób torpedowca "Chidori" wyszła na jaw niska stateczność okrętów, więc jako środek zaradczy zamontowano na burtach okrętów tzw. "bąble", aż do pokładu górnego, zwiększające ich szerokość do 8,1 m. Nie polepszyły one jednak sytuacji w dużym stopniu. Wkrótce po wejściu do służby, "Tomozuru" wziął udział w manewrach floty, podczas których 12 marca 1934, ćwicząc nocny atak torpedowy w sztormowej pogodzie, okręt przewrócił się przez burtę, lecz pozostał wpół zatopiony na wodzie, dnem do góry. Został następnie odholowany w takim położeniu do Sasebo, po czym odwrócony do normalnego położenia i odremontowany (zginęło 100 ludzi z załogi).

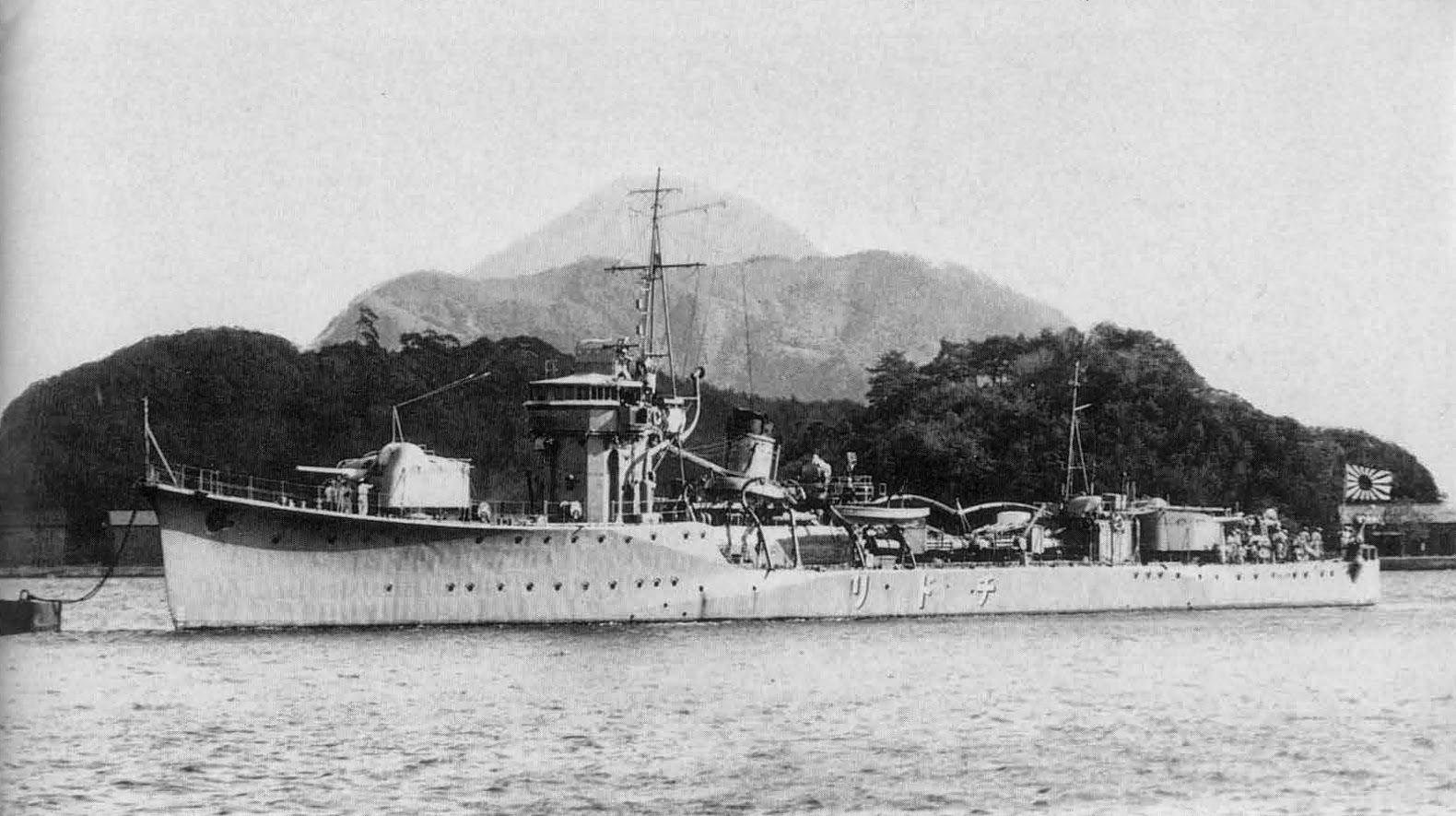
"Chidori" w 1933 – pierwotny wygląd okrętów

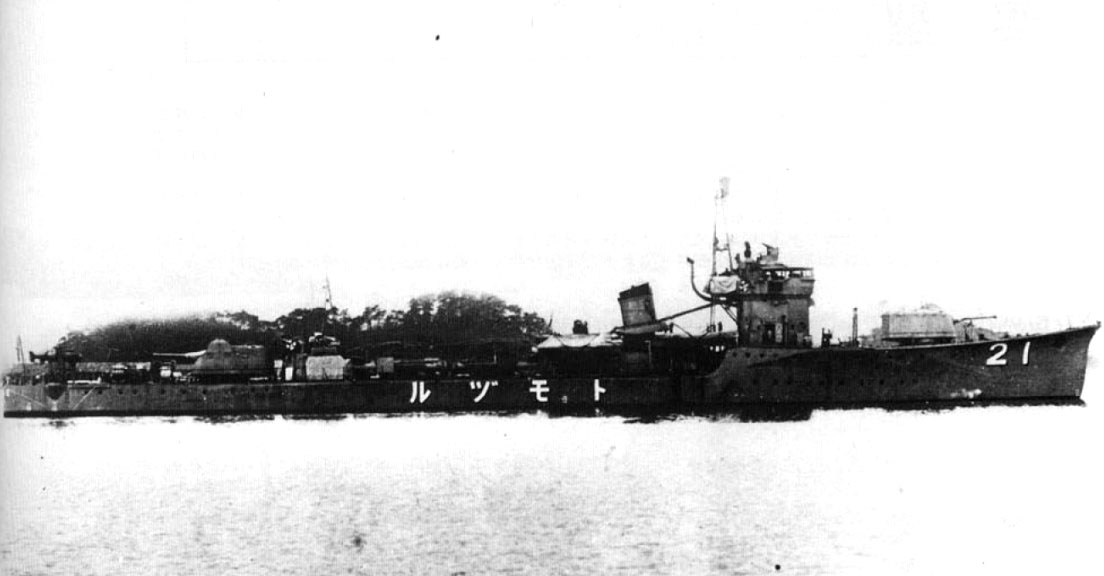
"Tomozuru" przed przebudową

Dochodzenie wykazało, że przyczyną wywrócenia się torpedowca była zbyt mała stateczność, z powodu lekkiej konstrukcji i umieszczenia wysoko dużych mas, w tym ciężkiego uzbrojenia, którego masa wynosiła aż 22,7% wyporności. Pomiędzy sierpniem a grudniem 1936 wszystkie cztery okręty zostały przebudowane w stoczni w Maizuru w celu poprawienia ich stateczności. Przede wszystkim, ciężkie wieże dział 127 mm zamieniono na trzy lżejsze pojedyncze stanowiska dział 120 mm, z tego jedno zamontowane na miejscu usuniętego drugiego aparatu torpedowego. Liczba wyrzutni torped spadła do dwóch, przez co okręty stały się faktycznie eskortowcami, o niewielkich zdolnościach ataku torpedowego. Zdjęto też działko plot 40 mm i obniżono nadbudówkę dziobową o jedno piętro. Masa uzbrojenia zmniejszyła się, lecz na skutek dodania 98 ton balastu, wyporność standardowa wzrosła z 535 do 600 ton. Zmniejszeniu uległa przy tym prędkość, z 30 do 28 węzłów.
Incydent wywołał duży wpływ na projektowanie wszystkich późniejszych japońskich okrętów, ukazując dobitnie konsekwencje obciążania okrętów wysoko położonymi masami, przede wszystkim uzbrojeniem, przy umiarkowanej wyporności. Dopiero co zbudowane niszczyciele typu Hatsuharu zostały przebudowane w celu obniżenia ich środka ciężkości, a nowo budowane krążowniki typu Mogami i niszczyciele typu Shiratsuyu zostały przeprojektowane. Wnioski wzięto pod uwagę przy konstruowaniu nowych okrętów. Ubocznym skutkiem katastrofy było zwolnienie w listopadzie 1934 kontradmirała Kikuo Fujimoto, kierującego biurem projektowym marynarki, który zapadł następnie na depresję i zmarł na zawał serca 9 stycznia 1935.

## Opis konstrukcji
Torpedowce typu Chidori miały typową architekturę dla torpedowców tego okresu (nietypowe dla okrętów tej klasy było jedynie rozmieszczenie głównego uzbrojenia artyleryjskiego w wieżach, przed przebudową). Ich sylwetki miały cechy charakterystyczne dla okrętów japońskich, jak kształt dziobnicy w formie rozciągniętej litery S, formę nadbudówki dziobowej, czy kształt komina z kapami osłaniającymi chwyty powietrza. Kadłub miał podwyższony pokład dziobowy na ok. 1/3 długości. Na pokładzie dziobowym znajdowała się duża jednodziałowa wieża artylerii, po przebudowie zastąpiona przez pojedyncze działo 120 mm osłonięte maską przeciwodłamkową. Za nim, na końcu pokładu dziobowego znajdowała się krótka, wieżowa dwukondygnacyjna nadbudówka (trzykondygnacyjna przed przebudową). Na jej górnym poziomie znajdował się zakryty przeszklony pomost bojowy, wystający do przodu i na boki nadbudówki, a za nim powyżej stanowisko dalmierza. Za nadbudówką był trójnożny maszt. Siłownia okrętowa (2 kotły i 2 turbiny parowe) zbudowana była w prostym układzie liniowym. Spaliny z kotłowni były odprowadzane przez pojedynczy komin, szeroki u podstawy. Nad tylną częścią podstawy komina była platforma reflektora i działek przeciwlotniczych. Za kominem, na śródokręciu, w osi podłużnej okrętu był umieszczony podwójny obrotowy aparat torpedowy, z charakterystyczną dla japońskich okrętów osłoną dla obsługi. Bezpośrednio za nim znajdował się drugi aparat torpedowy, zastąpiony po przebudowie przez drugie działo z maską przeciwodłamkową. Za działem była krótka, niska nadbudówka z drugim niskim masztem trójnożnym, a za nią na pokładzie rufowym trzecie działo (pierwotnie: druga wieża artylerii).

### Uzbrojenie
W pierwotnym wariancie torpedowce typu Chidori miały wyjątkowo silne uzbrojenie artyleryjskie, składające się w momencie wejścia do służby z 3 dział kalibru 127 mm w dwóch zakrytych wieżach – jednodziałowej i dwudziałowej, z ograniczoną możliwością prowadzenia zaporowego ognia przeciwlotniczego. Wieże były podobne do stosowanych na niszczycielach japońskich i zapewniały dobre warunki obsługi dział przy złej pogodzie. Po przebudowie ich uzbrojenie artyleryjskie zredukowano do 3 dział kalibru 120 mm, który kaliber i tak odpowiadał standardowemu kalibrowi dział niszczycieli i przewyższał kaliber dział innych torpedowców budowanych na świecie (100-105 mm). Uzbrojenie torpedowe potraktowane było w istocie drugorzędnie i składało się pierwotnie jedynie z 4 wyrzutni torped kalibru 533 mm, typowego dla okrętów II wojny światowej (należy zauważyć, że na japońskich niszczycielach stosowano już potężniejsze torpedy kalibru 610 mm). Po przebudowie jeszcze uzbrojenie to zredukowano, do 2 wyrzutni.
Słabą stroną okrętów było lekkie uzbrojenie przeciwlotnicze, które początkowo stanowiła jedna armata automatyczna 40 mm. Po przebudowie uzbrojenie to stało się symboliczne, składające się z jednego karabinu maszynowego. Uzbrojenie uzupełniały 2 miotacze bomb głębinowych, zwiększające uniwersalność okrętów.
W 1942 okręty zmodernizowano, przystosowując je w większym stopniu do celów eskortowych. Zdjęto z nich rufowe działo 120 mm, dodając za to 10 działek przeciwlotniczych 25 mm Typu 96 oraz zwiększając liczbę miotaczy bomb głębinowych z 2 do 6. Jak wynika z rysunków, 10 działek 25 mm rozmieszczone były najprawdopodobniej w ten sposób: podwójnie sprzężone na dodanej platformie przed nadbudówką dziobową, podwójnie sprzężone na dotychczasowej platformie za kominem, podwójnie sprzężone na nadbudówce rufowej, dwa pojedyncze na rufie i dwa po obu stronach nadbudówki dziobowej. Nasycenie małokalibrową artyleria plot było po przebudowie dość dobre, jednakże same działka były mało skuteczne.

## Służba
Wszystkie torpedowce wzięły udział w II wojnie światowej, służąc głównie do zadań eskortowania konwojów i początkowo sił inwazyjnych, m.in. na wodach Indonezji, Nowej Gwinei, Filipin, Chin, Japonii. Ścierały się głównie z lotnictwem amerykańskim. Początkowo były przydzielone do 21. Dywizjonu Torpedowców, w składzie 3. Floty.
"Chidori" od 1 kwietnia 1943 służył w składzie Dystryktu Morskiego bazy Yokosuka. Został zatopiony 22 grudnia 1944 na południowy zachód od Yokosuki przez amerykański okręt podwodny USS "Tilefish".
"Manazuru" został 9 września 1944 uszkodzony przez amerykański okręt podwodny USS "Queenfish". 1 marca 1945 został zatopiony przez amerykańskie lotnictwo pokładowe koło Okinawy.
"Tomozuru" został 6 stycznia 1943 uszkodzony przez lotnictwo i unieruchomiony koło wysp Kai, ponownie lekko uszkodzony przez lotnictwo koło Xiamen 27 listopada 1943 i kolejny raz 1 marca 1945 koło wyspy Amami-Ōshima. 24 marca 1945 "Tomozuru" został zatopiony przez amerykańskie lotnictwo pokładowe w odległości 230 mil na południowy wschód od Szanghaju.
"Hatsukari" został lekko uszkodzony przez lotnictwo 5 lutego 1944 koło Hongkongu oraz 12 czerwca 1944 koło Takao. 7 listopada 1944 został lekko uszkodzony na minie koło wyspy Seishu na północ od Hongkongu (naprawiony do końca roku). Jako jedyny przetrwał wojnę – skapitulował w sierpniu 1945 w Hongkongu, po czym został 3 maja 1947 skreślony z listy floty i złomowany w 1948.

## Dane techniczne
- wyporność:
  - standardowa: 600 t (535 t przed przebudową)
  - normalna: 758 t (651 t przed przebudową)
  - pełna: 815 t (737 t przed przebudową)
- wymiary:
  - długość całkowita: 82 m
  - długość na linii wodnej: 79 m
  - szerokość: 7,4 m
  - zanurzenie: 2,5 m
- napęd: 2 turbiny parowe o mocy łącznej 11 000 KM, 2 kotły parowe, 2 śruby
- prędkość maksymalna: 28 w.
- zasięg: 9000 mil morskich przy prędkości 10 w.
- zapas paliwa: 150 t. (mazut)
- załoga: 113

Uzbrojenie:
- 1934-1935:
  - 3 działa 127 mm (1xII, 1xI).
    - długość lufy – L/50 (50 kalibrów), kąt podniesienia +55° lub +75°[8], masa pocisku 23 kg, donośność 18 380 m w poziomie, prędkość wylotowa 915 m/s, szybkostrzelność 5-10 strz/min[11]

  - 1 działko przeciwlotnicze 40 mm Vickers
  - 4 wyrzutnie torpedowe 533 mm (2xII)
  - 2 miotacze bomb głębinowych

- 1936-1941:
  - 3 działa 120 mm Typ 11 na stanowiskach z maskami ochronnymi (3xI)
    - długość lufy – L/45, kąt podniesienia -10°+55°, masa pocisku 20,3 kg, donośność 16 000 m, prędkość wylotowa 825 m/s, szybkostrzelność 5 strz/min[12]

  - 1 karabin maszynowy 7,7 mm
  - 2 wyrzutnie torpedowe 533 mm (1xII)
  - 2 miotacze bomb głębinowych

- od 1942:
  - 2 działa 120 mm (2xI)
  - 10 działek przeciwlotniczych 25 mm Typu 96 (3xII, 4xI?)
  - 2 wyrzutnie torpedowe 533 mm (1xII)
  - 6 miotaczy bomb głębinowych (48 bomb głębinowych)